# Iodocholesterol
Iodocholesterol, hay 19-iodocholesterol, cũng như iodocholesterol (131 I) (INN), là một dẫn xuất của cholesterol với một nguyên tử iod ở vị trí C19 và dược phẩm phóng xạ. Khi nguyên tử iod là một đồng vị phóng xạ (iod-125 hay iod-131), nó được sử dụng như một vỏ thượng thận nhân radiocontrast trong chẩn đoán bệnh nhân bị nghi ngờ có hội chứng Cushing, cường aldosteron, pheochromocytoma, và tàn dư thượng thận sau tổng tuyến thượng thận.